# Dekanat śmigielski

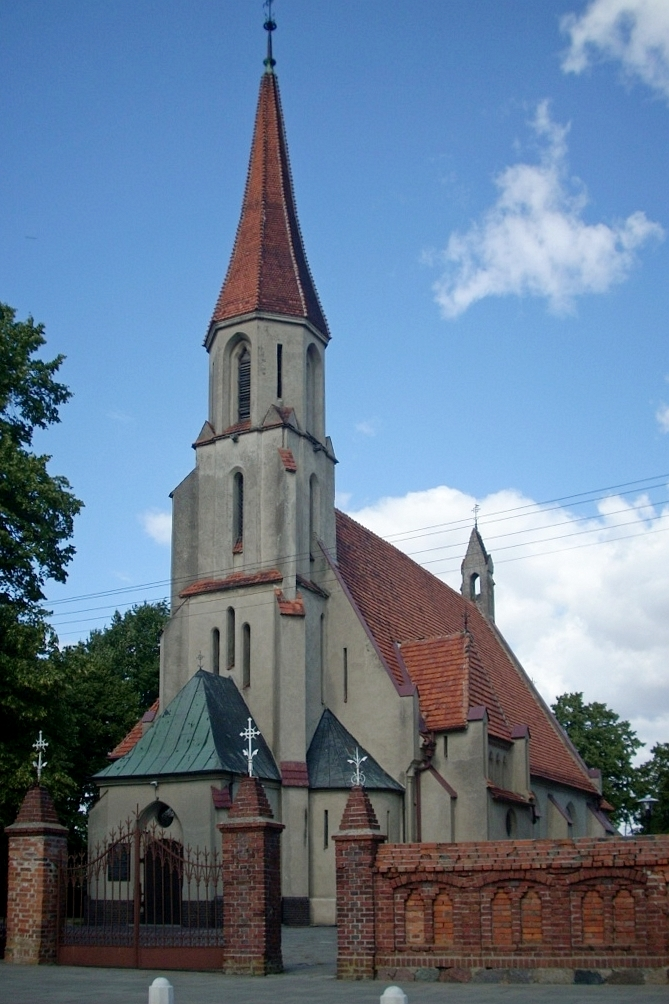
Kościół w Wonieściu

Dekanat śmigielski – jeden z 43 dekanatów archidiecezji poznańskiej, składa się z dziesięciu parafii:
- św. Barbary (Bucz)
- św. Michała Archanioła (Czacz)
- Matki Boskiej Pocieszenia i św. Michała Archanioła (Górka Duchowna)
- św. Jana Chrzciciela (Radomicko)
- św. Bartłomieja (Stare Bojanowo)
- Wszystkich Świętych (Stary Białcz)
- parafia Najświętszej Marii Panny Wniebowziętej w Śmiglu
- parafia św. Stanisława Kostki w Śmiglu
- św. Jadwigi (Wilkowo Polskie)
- św. Wawrzyńca (Wonieść, Przysieka Stara, Parsko)